# Caserne Suzonni
La caserne Suzonni est un monument historique situé à Neuf-Brisach, dans le département français du Haut-Rhin.

## Localisation
Ce bâtiment est situé aux 1, 21 cité Suzonni à Neuf-Brisach.

## Historique
Le plan de ce bâtiment est dessiné au début du XVIIIe siècle par l’ingénieur militaire Jacques Tarade, à cette époque inspecteur des fortifications des places d’Alsace. La construction s’étend entre 1704 et 1709 et le bâtiment accueille ensuite une école d’artillerie comptant six cents élèves. En 1888, le bâtiment est reconstruit, agrandi et renommé « caserne Suzonni » ; il accueille alors une école de sous-officiers. L'édifice fait l'objet d'une inscription au titre des monuments historiques depuis le 20 mars 1989.

## Architecture
Le bâtiment prend la forme d’un rectangle très allongé de 175 m de long. Le gros œuvre est réalisé en briques et moellons enduits, tandis que les chaînages d’angle, les encadrement de portes et de fenêtre ainsi que les éléments décoratifs sont en grès rose. La caserne est divisée en trois ensembles distincts. Le corps ouest abrite le logement des officiers ; il compte deux étages et est le plus orné, avec notamment une porte monumentale et une fausse lucarne à fronton à volutes. Le corps central abritant le logement des hommes du rang et le corps oriental présentent quant à eux une longue façade uniforme avec peu d’ornementation.